# 牛角面包
，本意指新月所以又叫做新月麵包，是一種使用大量黄油烘烤、呈現酥皮和奶香味的歐式麵包。它起源自奧地利，由奧地利移居法國的奧古斯特·藏（August Zang）帶入法國並在特色明確之下法國發揚光大。

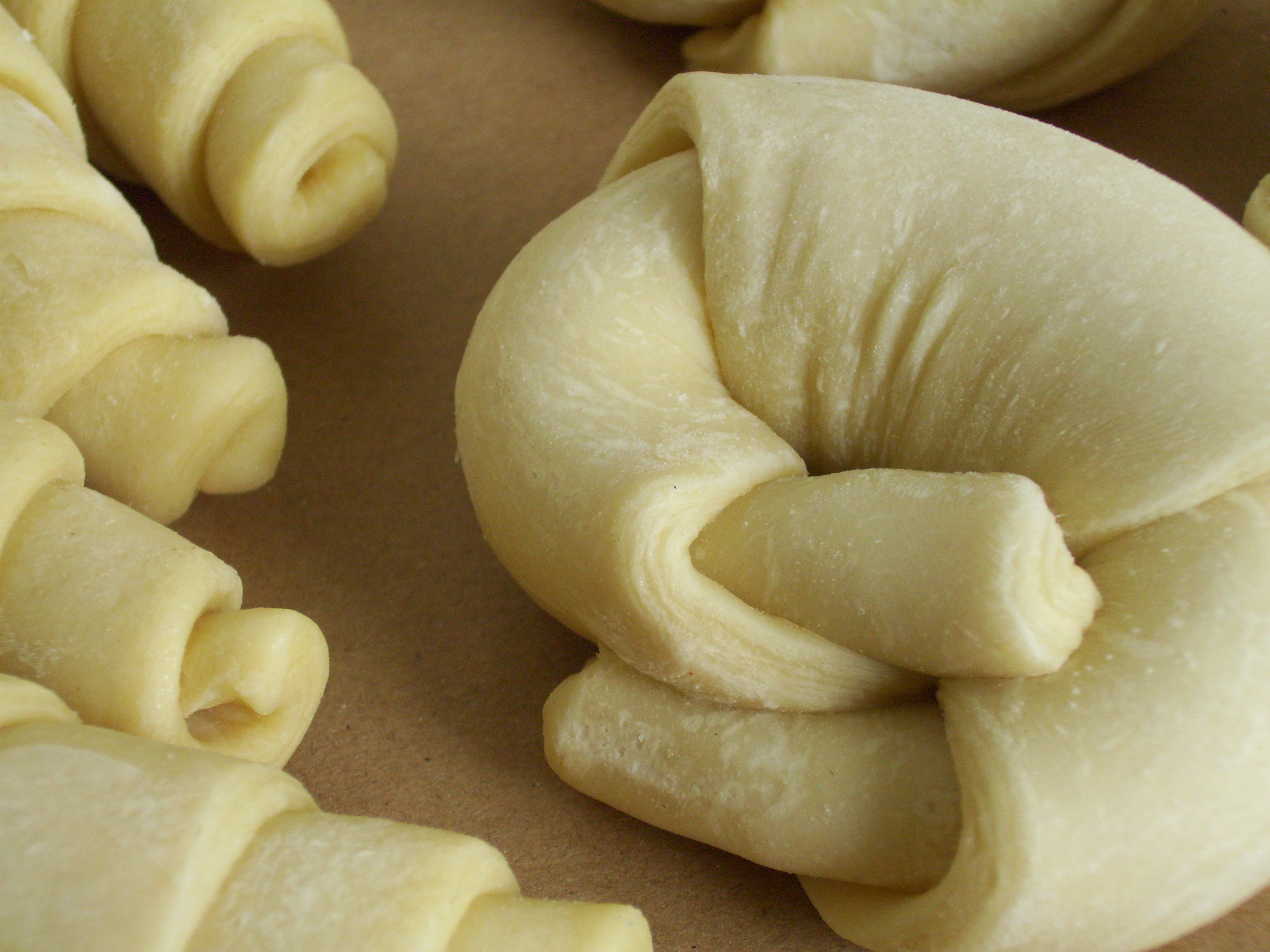
未經焗烤的牛角包，明顯看得出黄油嵌入的痕跡，充滿奶黃色

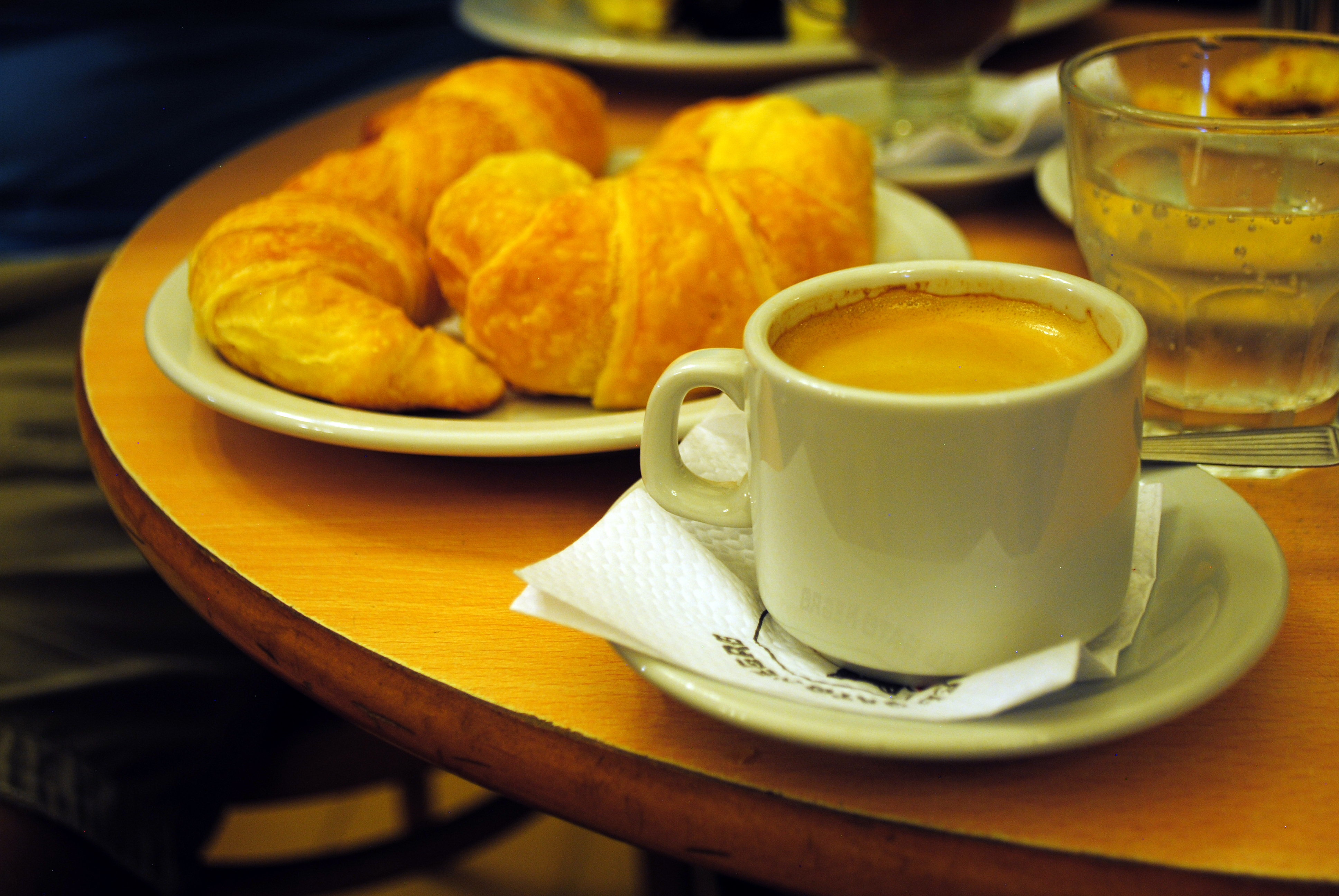
一些牛角包和意式泡沫咖啡

牛角包可以直接烘烤後食用，製作時也可以加入甜味內餡例如水果、果醬，或是加入起士、細火腿腸之類的鹹味內餡一起烘焙；亦可以在烘培後切開像三明治加入各種抹醬、起士片、火腿片、生菜。在法國當地，牛角包很常搭配咖啡和果汁一起當早餐食用。

## 中文名稱
- 香港：因为其形狀像牛角而意譯作「牛角包」，至今仍然常用。
- 臺灣：取音譯作「可頌」（法語實際發音接近「夸頌」），只有歐式“全部酥皮、質地蓬鬆”的麵包才能叫這個名稱，根據原產地也可加上「xx式」以作區別，例如用法國的做法做成的可頌麵包就可以叫“法式可頌”，在星巴克等美國的咖啡廳內所販賣的可頌可以叫做“美式可頌”。而「牛角麵包」於臺灣語境中是一種麵包，口感厚實、兩角粘合、僅僅表皮有酥皮，如新北市三峽著名的牛角麵包。
- 中國大陸：原本稱“羊角面包”[來源請求]，也會跟隨台灣和香港的習慣稱作“可頌”或“牛角包”。

## 起源
对于牛角包的由来，至今没有确切的定论。

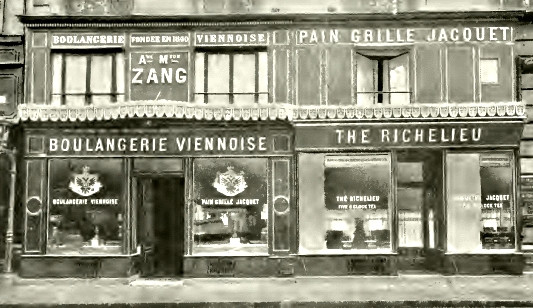
最初的可頌專賣店於1909年在巴黎開業，實體麵包店在左邊，而喝下午茶的茶室在右邊。

有一說法传说可頌起源于神聖羅馬帝國奥地利的维也纳的一家糕点店，用来纪念奧斯曼帝國的撤军。1683年，发生了维也纳战役，因此这类西点称为viennoiserie。当时，军队决定在夜间偷袭维也纳，然而由当地面包房早早起来的面包师傅们发觉。他们拉响了全城警报，从而使敌方的偷袭以失败而告终。为了纪念这次胜利，面包师傅们把面包做成了号角的形状，这种形状也很近似于奥斯曼帝国旗帜的标志。1770年，由嫁到法国的神聖羅馬帝國的奥地利公主玛丽·安托瓦内特（后来成为路易十六的皇后）把牛角面包正式的带入法国，在法國引起了巨大的風潮，於是法國麵包師紛紛使出渾身解數來改造此麵包。
但最可信的說法為奧地利軍官奧古斯特·藏在移居巴黎後在黎塞留街92號開設麵包店，並提供奧地利特色菜，可頌因其的美味迅速成名並引起諸多麵包師傅仿製，成功掀起浪潮。另外，由於羊角麵包已經成為法國美食文化的重要組成部分，所以法國宣稱早在1770年以前此種麵包就已存在，具體於在1549年的巴黎登場。

## 圖集

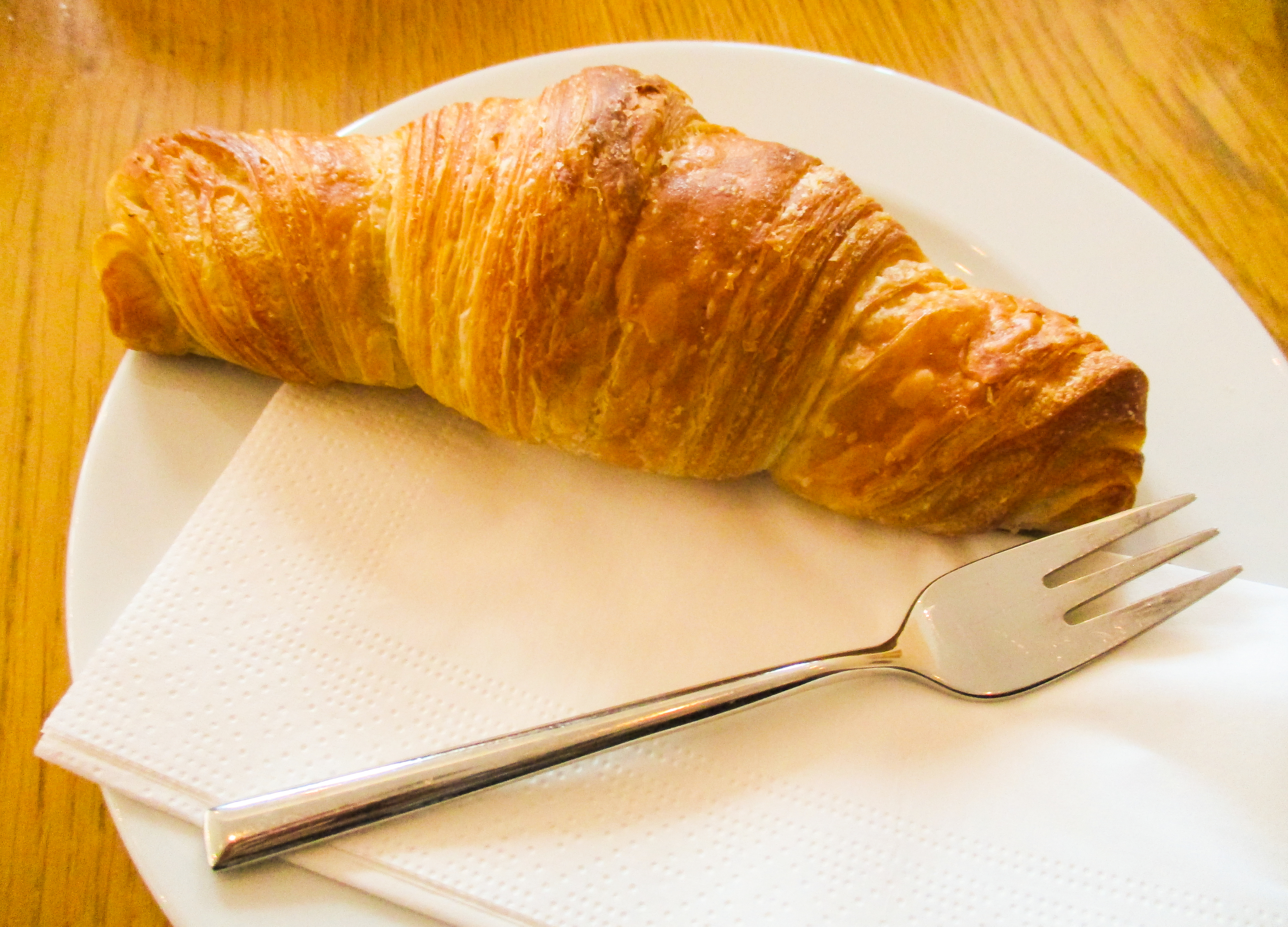
典型的牛角麵包
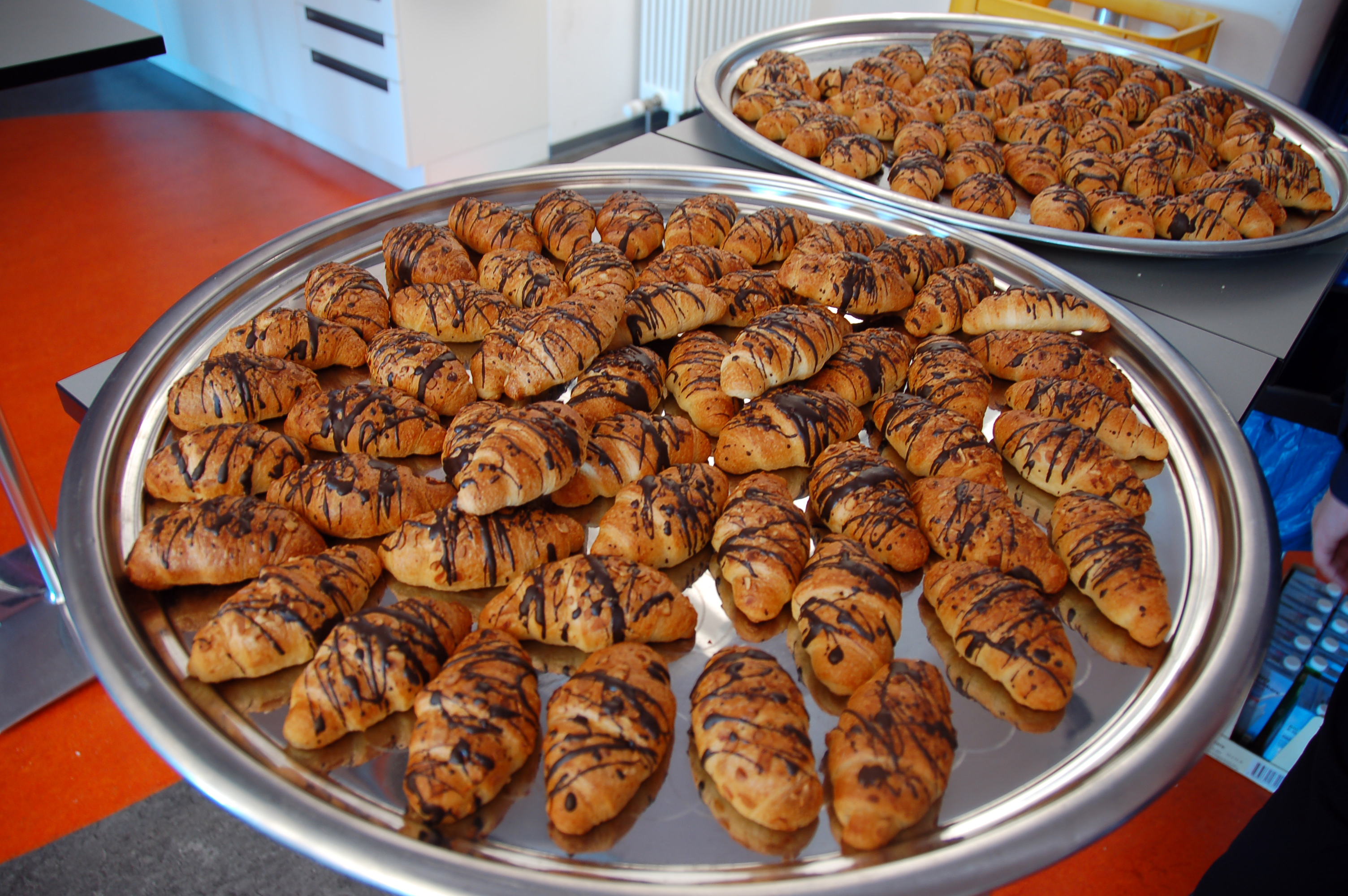
一盤牛角麵包
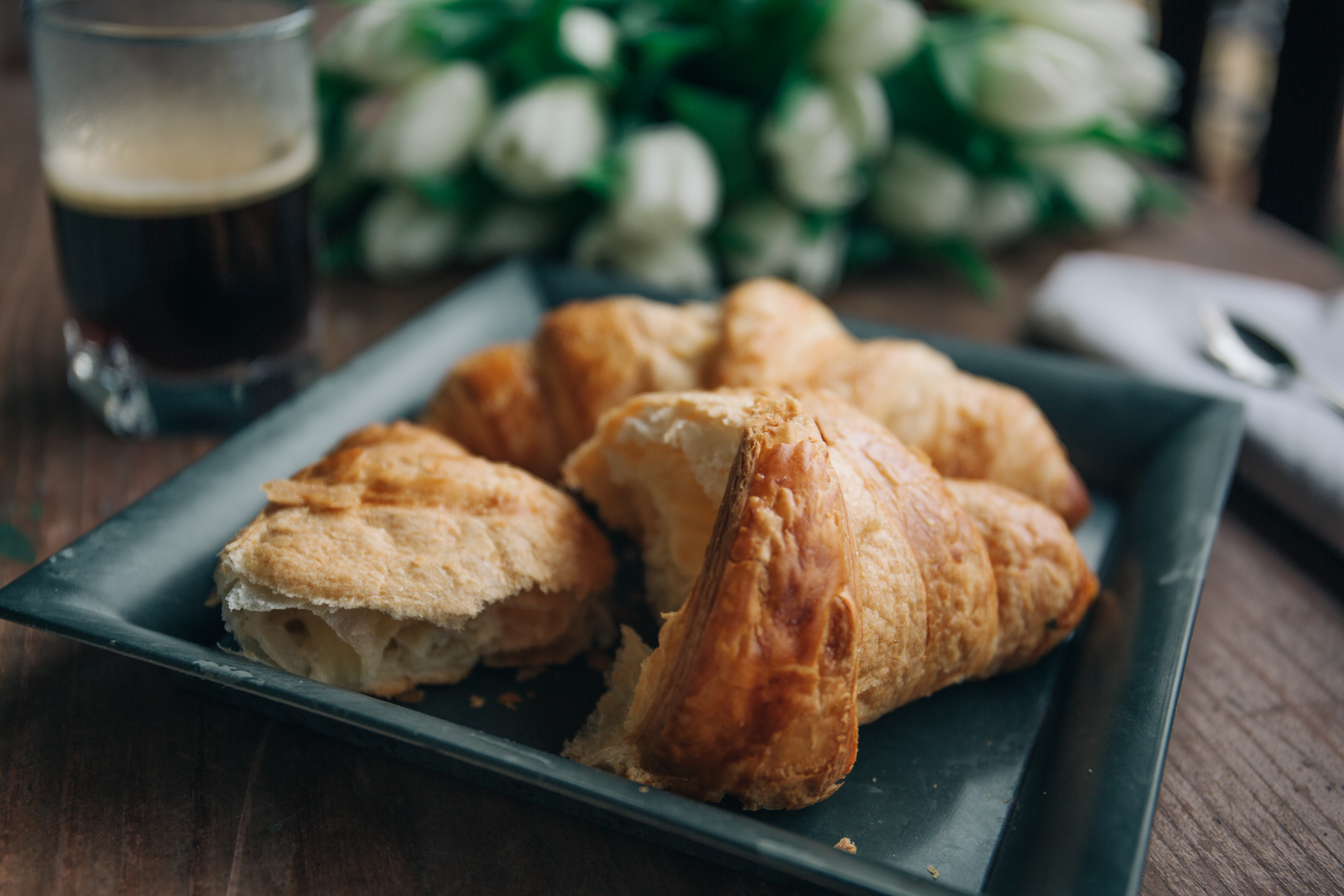
一個牛角麵包早餐
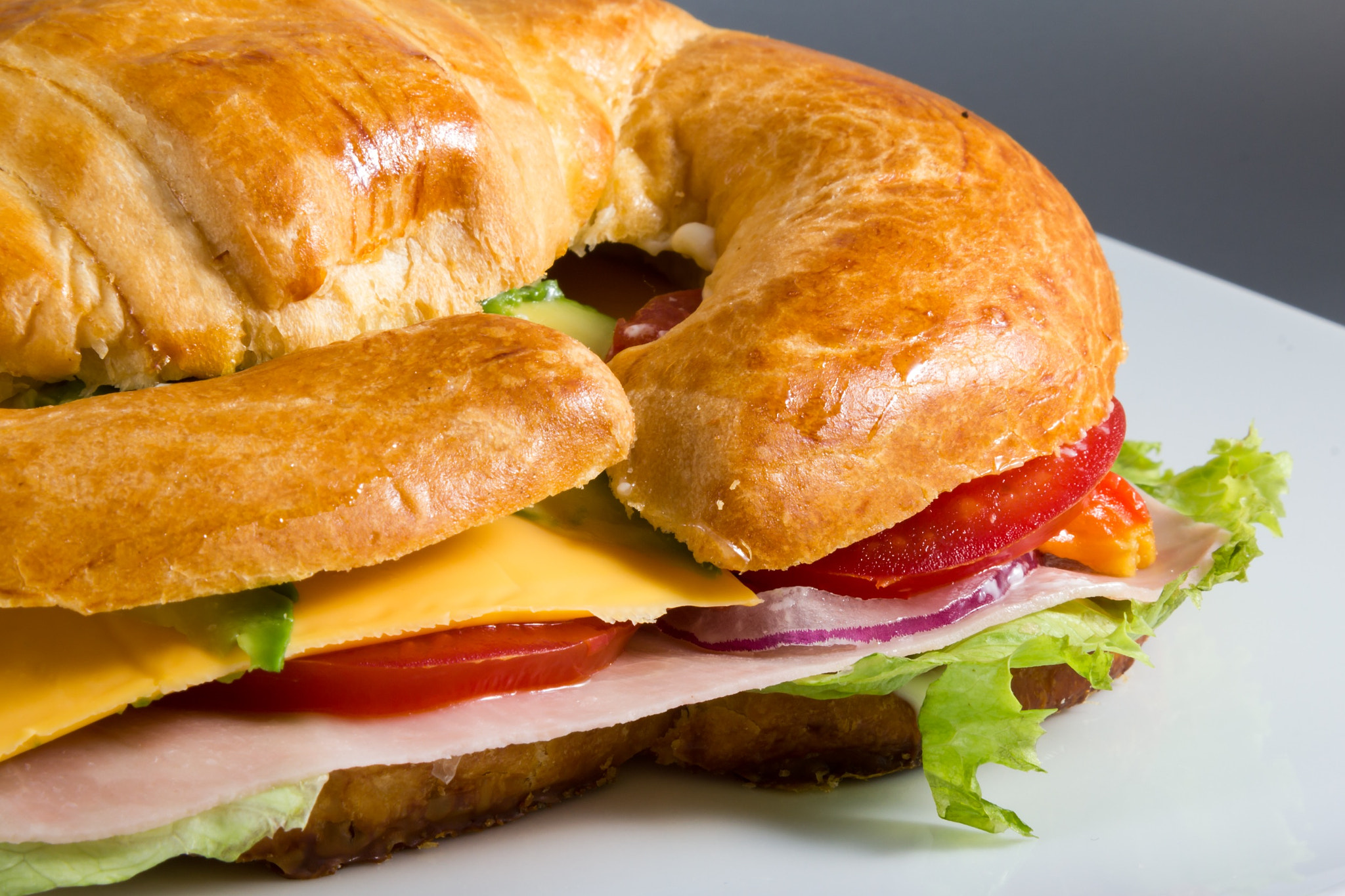
牛角麵包三明治
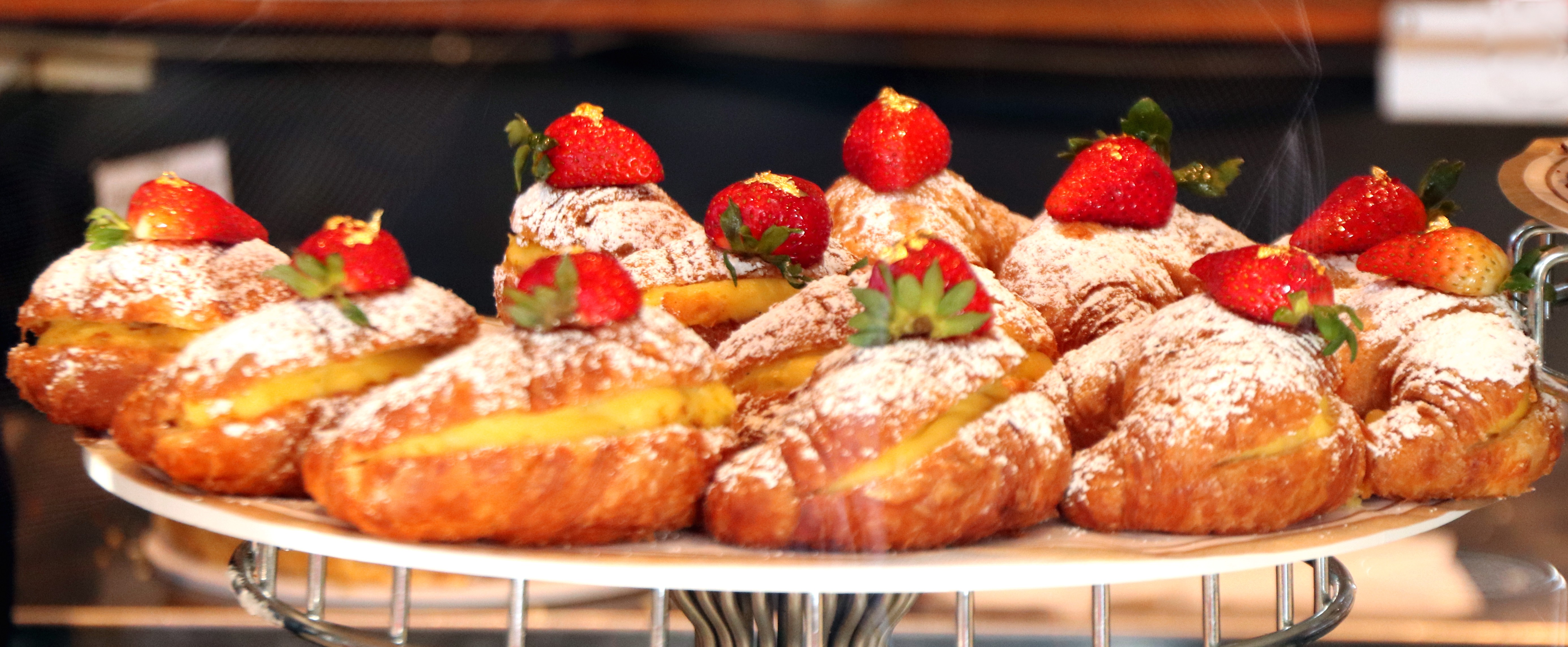
牛角麵包甜點
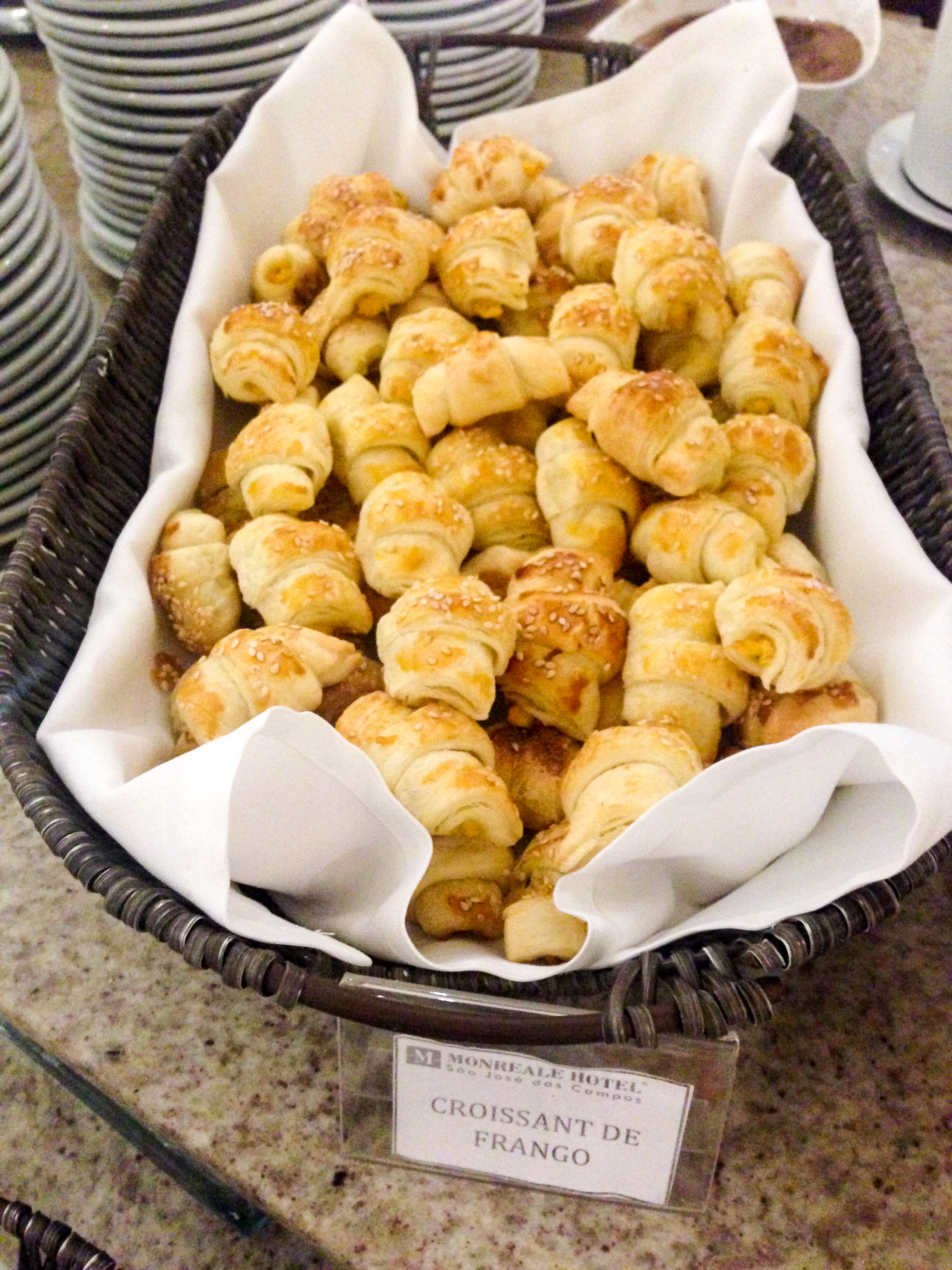
雞肉餡牛角麵包
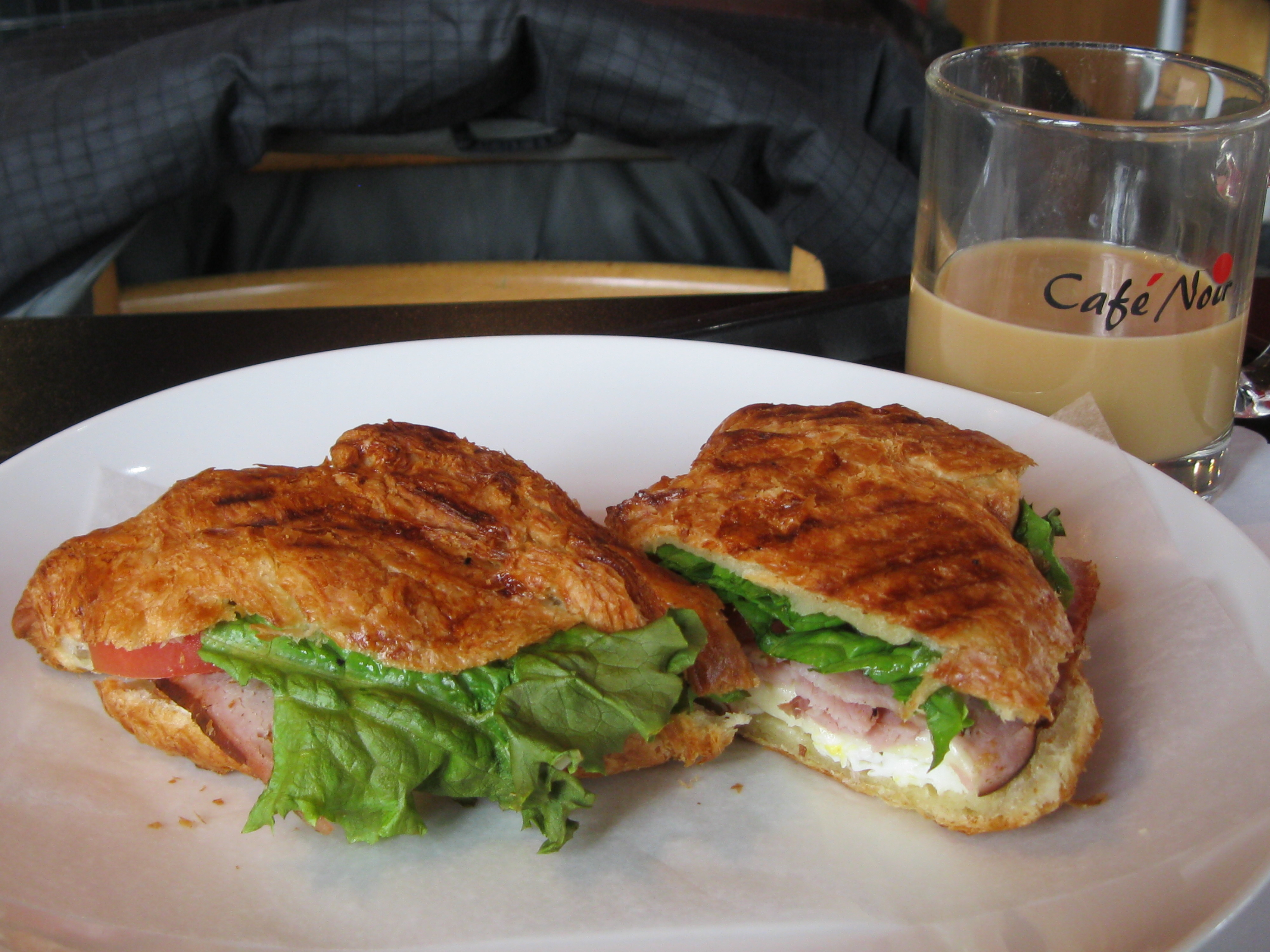
輕盈的牛角麵包三明治
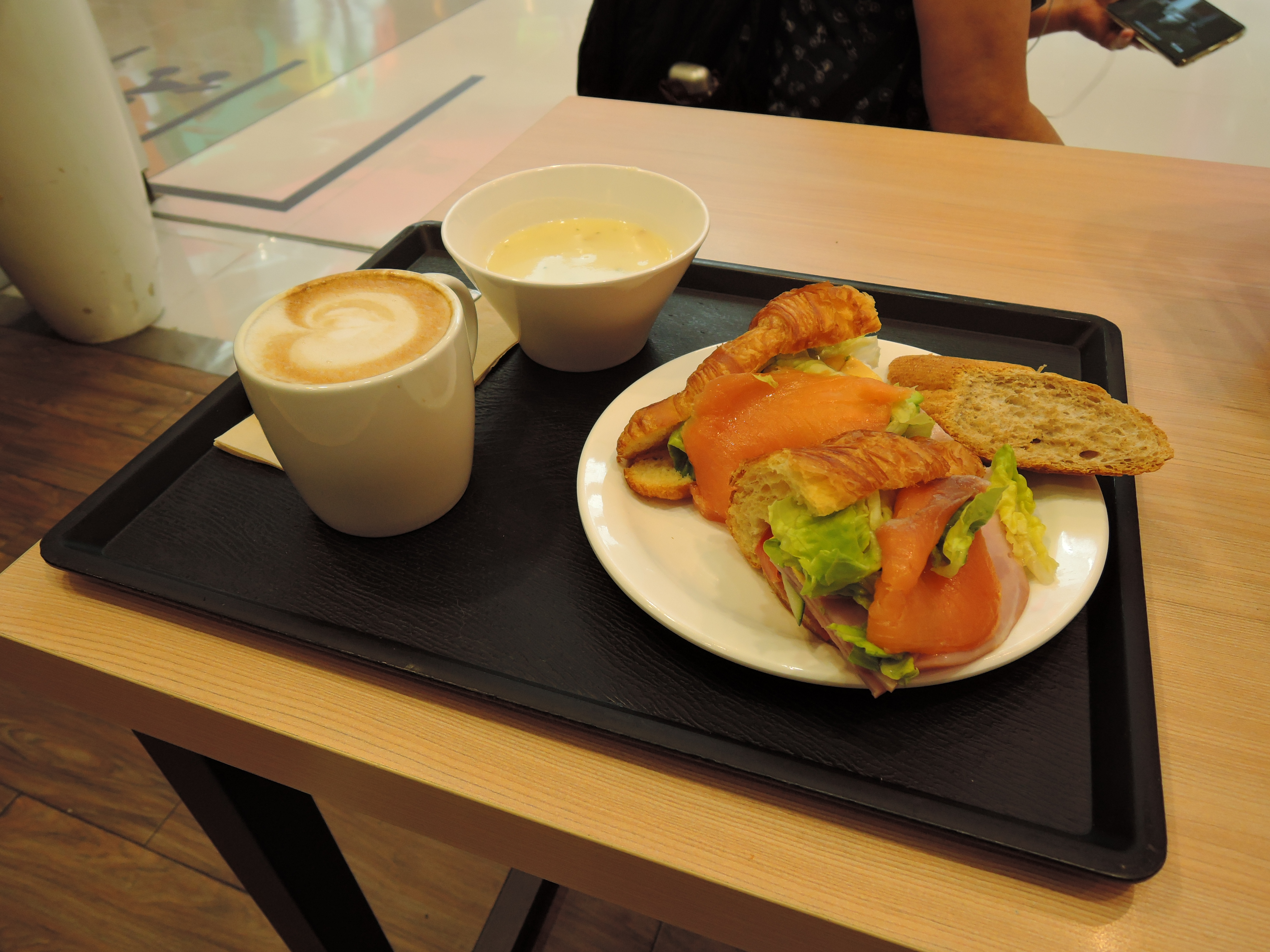
下午茶時間的牛角麵包
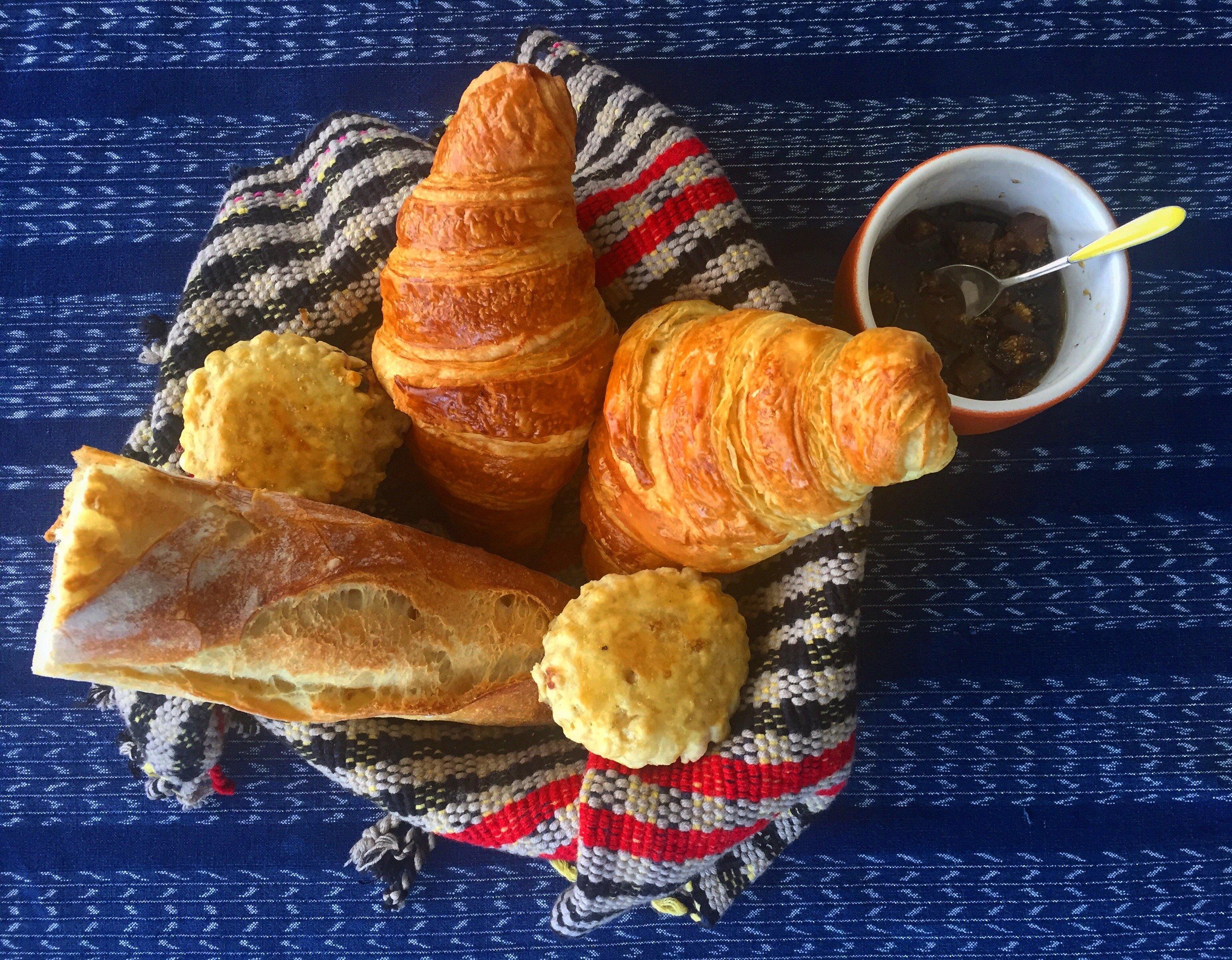
一些雜錦麵包拼盤，其中一個牛角麵包
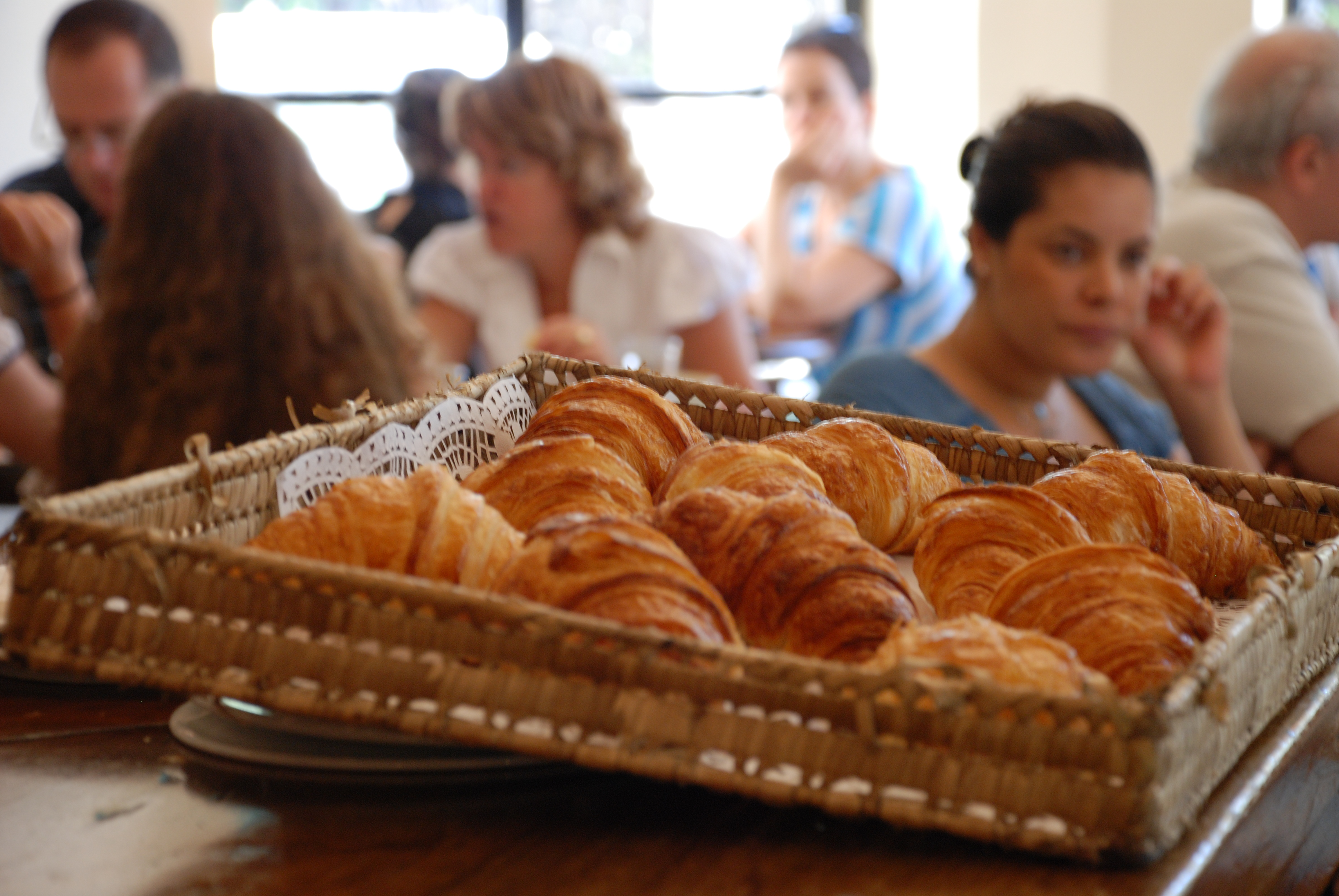
新鮮焗烤完成的牛角麵包
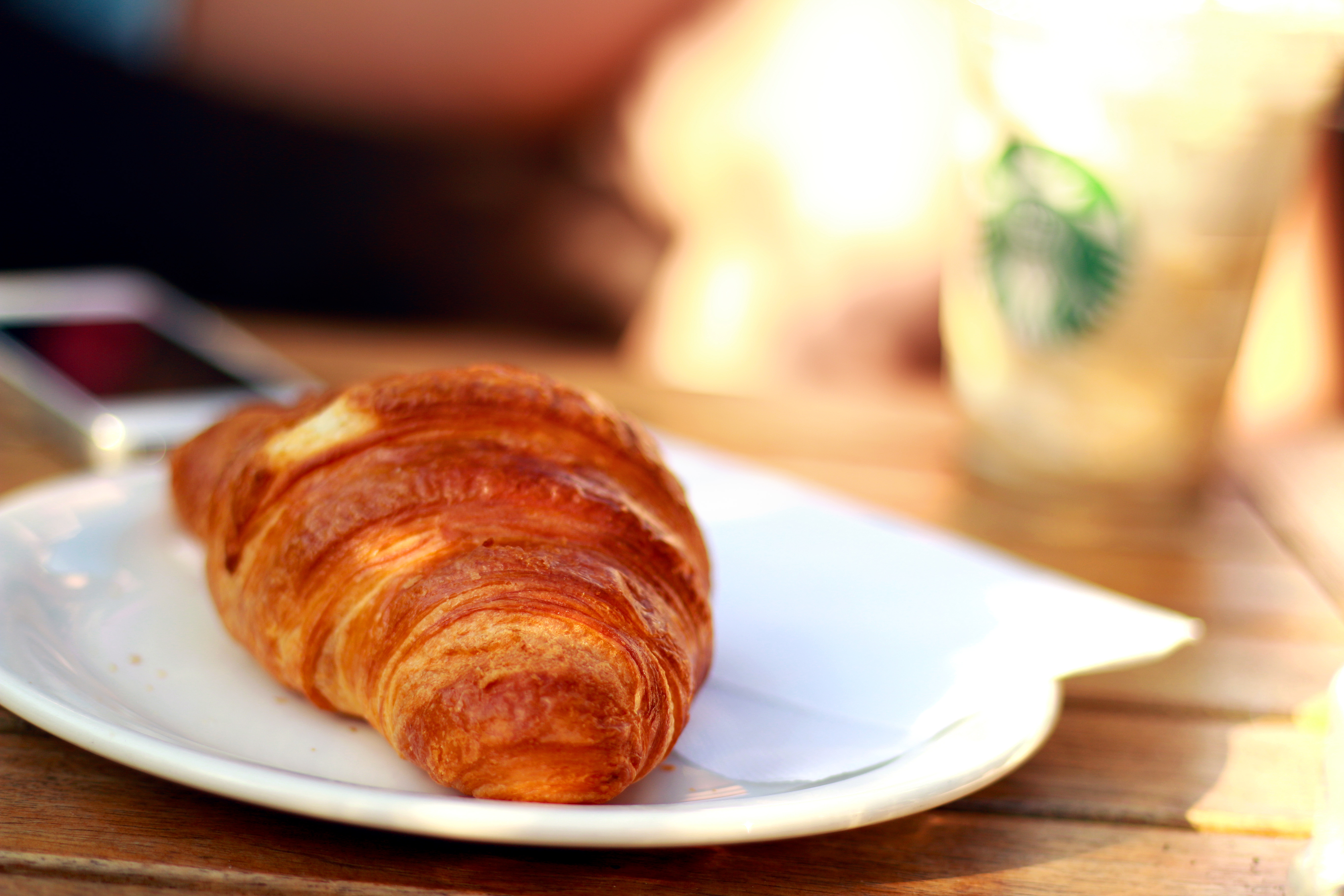
咖啡店的牛角麵包
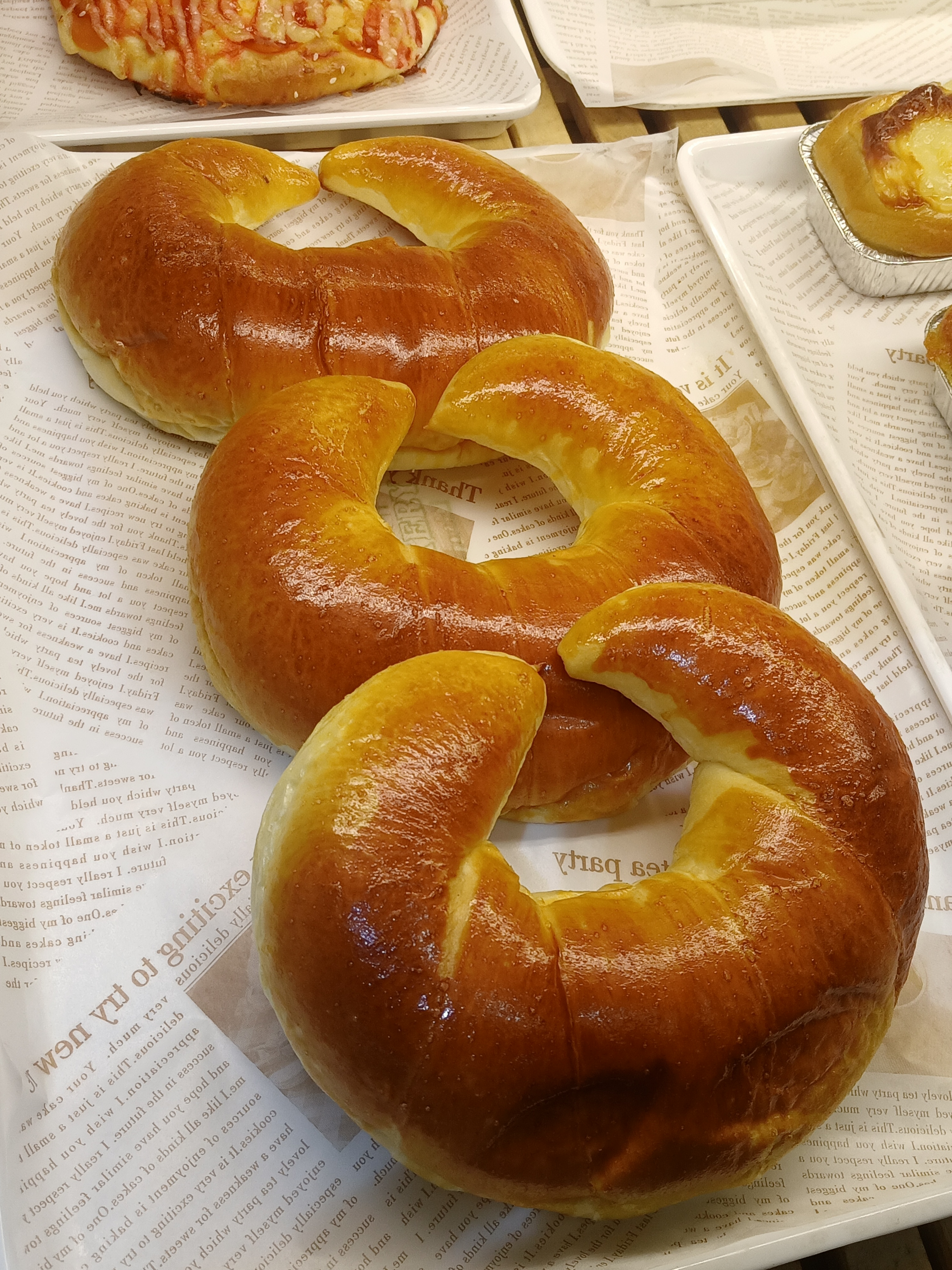
中式的的无酥皮牛角包